# Episodi di Big Little Lies - Piccole grandi bugie (prima stagione)
La prima stagione della serie televisiva Big Little Lies - Piccole grandi bugie (Big Little Lies), composta da 7 episodi, è stata trasmessa negli Stati Uniti sul canale via cavo HBO dal 19 febbraio al 26 marzo 2017.
In Italia è andata in onda sul canale satellitare Sky Atlantic dal 15 marzo al 12 aprile 2017.
| nº | Titolo originale      | Titolo italiano               | Prima TV USA     | Prima TV Italia |
| -- | --------------------- | ----------------------------- | ---------------- | --------------- |
| 1  | Somebody's Dead       | Schieramenti                  | 19 febbraio 2017 | 15 marzo 2017   |
| 2  | Serious Mothering     | Forte istinto materno         | 26 febbraio 2017 | 15 marzo 2017   |
| 3  | Living the Dream      | Vivere un sogno               | 5 marzo 2017     | 22 marzo 2017   |
| 4  | Push Comes to Shove   | Momento critico               | 12 marzo 2017    | 29 marzo 2017   |
| 5  | Once Bitten           | Confronti                     | 19 marzo 2017    | 5 aprile 2017   |
| 6  | Burning Love          | Burning love                  | 26 marzo 2017    | 12 aprile 2017  |
| 7  | You Get What You Need | Prendi ciò di cui hai bisogno | 2 aprile 2017    | 19 aprile 2017  |

## Schieramenti
- Titolo originale: Somebody's Dead
- Diretto da: Jean-Marc Vallée
- Scritto da: David E. Kelley

### Trama
La vita di Monterey, tranquilla località della California, è sconvolta da un misterioso omicidio avvenuto durante una serata di beneficenza alla locale scuola pubblica. Le indagini avvengono nel massimo riserbo, senza rivelare l'identità della vittima. La lente degli inquirenti si focalizza su tre donne che si sono conosciute durante il primo giorno di scuola, le cui vite sono entrate in contatto in maniera assolutamente imprevedibile.
Madeline Mackenzie è una femminista orgogliosa e madre di due figlie: l'adolescente Abigail, avuta con il primo marito Nathan, e la piccola Chloe, frutto del matrimonio con l'attuale consorte Ed. Scesa dalla macchina per rimproverare Abigail, poiché un'amica della figlia era al volante con il cellulare mano, Madeline prende una storta alla gamba e ha così modo di conoscere Jane Chapman, appena arrivata in città. Ziggy, il figlio di Jane, ha la stessa età di Chloe ed entrambi frequentano la prima elementare, fattore che contribuisce a legare subito le due donne. Madeline presenta Jane alla sua amica Celeste Wright, madre dei gemelli Josh e Max, sulla bocca di tutti per essere sposata con Perry, un uomo più giovane di lei. Nel cortile della scuola Jane ha modo di conoscere anche Renata Klein, una snob in carriera che ha una figlia, Amabella, della stessa età di Chloe e Ziggy. Madeline e Celeste apprendono che Jane sta crescendo Ziggy da sola, poiché il padre ha deciso di abbandonarlo.
Al termine delle lezioni la maestra riunisce bambini e genitori in cortile perché Amabella, la figlia di Renata, è stata aggredita da un bambino che le ha lasciato un segno sul collo. Amabella indica in Ziggy il responsabile dell'aggressione e Renata pretende le scuse del bambino. Jane, convinta dell'innocenza del figlio, lo difende e viene appoggiata da Madeline e Celeste, le quali non hanno mai sopportato Renata e sospettano che la viziata Amabella si sia inventata tutto pur di incolpare il nuovo arrivato. È in questo momento che si creano le due fazioni, Madeline-Celeste-Jane contro Renata. Madeline si mostra insofferente al rapporto che si sta creando tra Abigail e la compagna di Nathan, l'istruttrice di yoga Bonnie, anche perché la figlia sta meditando di non andare al college. Madeline parla con Abigail, spiegandole che vuole farle avere una buona istruzione per evitare che in futuro possa diventare succube degli uomini. Celeste racconta a Perry l'episodio della giornata, ma il marito non è completamente sicuro dell'innocenza di Ziggy e non vuole che i gemelli frequentino compagnie poco raccomandabili. Renata è arrabbiata per quanto accaduto ad Amabella, con il marito Gordon convinto che le altre madri siano invidiose del loro status sociale. Jane si sveglia di notte e trova Ziggy accanto al suo letto, preda di un attacco di sonnambulismo.
- Guest star: Ian Armitage (Ziggy Chapman), Santiago Cabrera (Joseph Bachman), Darby Camp (Chloe Mackenzie), Kelen Coleman (Harper Stimson), Kathryn Newton (Abigail Carlson), Larry Bates (Stu), Kathreen Khavari (Samantha), David Monahan (Bernard), Larry Sullivan (Oren), Chloe Coleman (Skye Carlson), Cameron Crovetti (Josh Wright), Nicholas Crovetti (Max Wright).
- Ascolti USA: telespettatori 1.013.000[2]

## Forte istinto materno
- Titolo originale: Serious Mothering
- Diretto da: Jean-Marc Vallée
- Scritto da: David E. Kelley

### Trama
Il secondo giorno di scuola gli umori tra le madri non sono affatto migliorati. Renata ha organizzato una festa di compleanno per Amabella, invitando tutta la classe tranne Ziggy. Madeline non vuole far partecipare Chloe, facendo leva sul fatto che i compagni la imiteranno perché è molto carismatica. Perry ha rimandato la partenza per un viaggio d'affari a Vienna per vedere i gemelli entrare a scuola. Tuttavia, Celeste non gli ha detto che l'orientamento è stato fatto il giorno precedente e i bambini possono entrare in classe da soli. A casa, mentre sta preparando la valigia, Perry schiaffeggia Celeste e poi le chiede scusa, non riuscendo ancora a dominare i suoi scatti d'ira. Dopo aver lenito la tensione con una sveltina, metodo abituale per sorvolare sui suoi problemi caratteriali, Perry parte alla volta di Vienna. Madeline discute con Ed perché la sua rabbia nei confronti di Bonnie le impedisce di mantenere un'atmosfera serena in casa. La situazione peggiora quando Madeline scopre che Abigail prende la pillola e che se l'è fatta prescrivere con l'autorizzazione di Bonnie. Jane è alla ricerca di un lavoro part-time e Tom, il proprietario gay del bar sul molo dove abitualmente si ritrova con Madeline e Celeste, le promette di far girare la voce.
Madeline e Celeste sono insieme in un locale, dove vogliono dimenticare i rispettivi problemi, quando sopraggiunge Renata. Madeline vuole costringerla a inviare Ziggy al compleanno di Amabella, minacciandola di tirarle contro tutti gli altri bambini. Renata però non si fa domare e avverte Madeline di non metterle i bastoni tra le ruote. In classe avviene un nuovo episodio spiacevole, con Ziggy che tenta di baciare Amabella per fare pace con lei. Il preside convoca i genitori e spiega loro che Ziggy è stato spinto da Chloe a scusarsi con Amabella. Renata è talmente furiosa da paventare addirittura le vie legali, ma non intende far cambiare classe ad Amabella come propostole dal marito. Ed affronta Nathan e gli fa capire che è pronto a tutto, anche alla violenza, pur di difendere Madeline dalle sua incapacità di padre ed ex marito. Madeline si incontra con il regista teatrale dello spettacolo a cui lei stava lavorando e che Renata ha boicottato, sostenendo che le tematiche affrontate non sono adatte ai bambini. Notando che il collega ha acquistato dei biglietti per uno spettacolo di Frozen, lo stesso giorno del compleanno di Amabella, Madeline trova la soluzione per mandare a monte la festa della rivale. Celeste aiuta Perry tramite Skype ad addormentarsi eccitandolo nonostante il jet-lag. Madeline ringrazia Ed per aver messo le cose in chiaro con Nathan, mentre Jane deve convincere Ziggy che a scuola prima o poi sarà accettato.
- Guest star: Iain Armitage (Ziggy Chapman), Santiago Cabrera (Joseph Bachman), Darby Camp (Chloe Mackenzie), Kelen Coleman (Harper Stimson), Kathryn Newton (Abigail Carlson), Larry Bates (Stu), Kathreen Khavari (Samantha), David Monahan (Bernard), Larry Sullivan (Oren), Chloe Coleman (Skye Carlson), Cameron Crovetti (Josh Wright), Nicholas Crovetti (Max Wright).

## Vivere un sogno
- Titolo originale: Living the Dream
- Diretto da: Jean-Marc Vallée
- Scritto da: David E. Kelley

### Trama
Alla vigilia della festa di compleanno di Amabella, Renata tenta di ricucire in extremis con Madeline perché l'assenza di Chloe e delle sue amiche più strette hanno notevolmente intristito la bambina. Madeline gode nel sentire Renata supplicarla, al punto che la donna si dice disposta a invitare anche Ziggy, ma rimane della sua idea di andare allo spettacolo di Frozen. La festa di Amabella alla fine riesce bene, con Renata che nasconde la propria rabbia, mentre Madeline e le altre si sono divertite più per obbligo che per vero piacere, non volendo ammettere che è stata soltanto una ripicca verso Renata.
Madeline viene convocata dalla preside del liceo di Abigail perché il suo rendimento scolastico è notevolmente calato. La ragazza asserisce di sentirsi parecchio sotto pressione, avendola la madre caricata di tutte le sue aspettative per quel futuro grandioso che spera di realizzare attraverso la figlia. Abigail esprime il desiderio di trasferirsi presso il padre, così da ritrovare la serenità perduta. Inizialmente furiosa, Madeline finisce per accettare la scelta della figlia.
Perry si arrabbia con Celeste per la scelta di andare a vedere Frozen, poiché gli ha impedito di stare insieme ai gemelli dopo essere tornato da Vienna. Quando le mette addosso le mani, Celeste minaccia di lasciarlo se lo farà un'altra volta. I due coniugi decidono di vedere una terapista, la dottoressa Reisman, a cui con molta fatica Perry confida di non riuscire a gestire la propria rabbia, ma di voler cambiare per paura di perdere la moglie. La sera, per dimostrare a Celeste la sua volontà di migliorare, le regala una parure.
Jane si è dimenticata che l'indomani Ziggy avrebbe dovuto consegnare a scuola un progetto sull'albero genealogico, così chiama Madeline per farsi aiutare. Jane non vuole inserire il padre di Ziggy, facendo infuriare il bambino che se ne va in camera sua. Jane si confida con Madeline, raccontandole che il padre di Ziggy è un uomo violento conosciuto per caso e che si era presentato con un'identità fittizia. Prima di coricarsi, Jane si sente in pericolo e mette la pistola sotto il cuscino.
Renata chiede al marito di mandare Amabella in terapia, lamentandosi del fatto che hanno perso l'istintività e la passione dei loro anni di fidanzamento per diventare due persone timorose. Per sentirsi ancora forte, Renata costringe Gordon a un rapporto sessuale in ufficio. La scuola decide che il tema della serata trivia sarà Elvis Presley e Audrey Hepburn.
- Guest star: Iain Armitage (Ziggy Chapman), Santiago Cabrera (Joseph Bachman), Darby Camp (Chloe Mackenzie), Kelen Coleman (Harper Stimson), Kathryn Newton (Abigail Carlson), Larry Bates (Stu), Kathreen Khavari (Samantha), David Monahan (Bernard), Larry Sullivan (Oren), Chloe Coleman (Skye Carlson), Cameron Crovetti (Josh Wright), Nicholas Crovetti (Max Wright).

## Momento critico
- Titolo originale: Push Comes to Shove
- Diretto da: Jean-Marc Vallée
- Scritto da: David E. Kelley

### Trama
È passata una settimana da quando Abigail si è trasferita dal padre. Nathan invita Madeline a una cena distensiva con Bonnie ed Ed. Temendo che possano riemergere le solite tensioni, Ed si vede con Bonnie per invocare una tregua affinché la serata non vada storta. Nel frattempo, Nathan comincia a rendersi conto di cosa significa crescere un'adolescente che frequenta cattive compagnie e non sempre si comporta in modo lineare.
Celeste ha accettato di perorare la causa di Madeline nella riunione a casa del sindaco sulla cancellazione dello spettacolo teatrale. Il sindaco sostiene le ragioni di Renata, secondo cui lo spettacolo affronta tematiche inappropriate per i bambini e contiene scene sessuali. Celeste replica che va tutelata la libertà di espressione e riesce a convincere il sindaco ad autorizzare lo spettacolo. Madeline si complimenta con Celeste, dicendosi sorpresa per averla vista combattiva e determinata come non mai, come se tornare a indossare panni dell'avvocato la mettano sotto una diversa luce. Perry tuttavia non ha preso di buon grado l'idea che Celeste possa aver voglia di tornare a lavorare, anzi proprio adesso gli è venuta voglia di un nuovo figlio e lo stress del lavoro rischia di impedire che ciò avvenga. Quando Celeste gli comunica che avrà nuovi incontri, nonostante avesse promesso che quello con il sindaco sarebbe stato l'unico, Perry aggredisce Celeste e la lascia andare solo perché un gemello li ha chiamati per andare a scuola. Madeline ha un momento di défaillance con Jonathan, il coreografo dello spettacolo teatrale.
La maestra di Ziggy riferisce a Jane che teme ci siano nuovi problemi tra il bambino e Amabella, passandole il contatto di una psicologa infantile. La dottoressa sostiene che Ziggy è un bambino assolutamente normale e non manifesta i segnali tipici del bullo, al contrario potrebbe essere lui stesso vittima di bullismo, e suggerisce a Jane di risolvere il problema a monte con la figura paterna. Jane si fa aiutare Madeline a rintracciare l'uomo, il quale si era presentano con il nome di Saxon Baker. Jane continua a non sentirsi tranquilla e medita che forse è il caso ci lasciare Monterrey, però Madeline e Celeste le fanno capire che scappare ogni volta non risolve i problemi.

## Confronti
- Titolo originale: Once Bitten
- Diretto da: Jean-Marc Vallée
- Scritto da: David E. Kelley

### Trama
Jane comincia a frequentare il poligono di tiro. La cosa preoccupa Madeline, contraria all'uso delle armi, ma Jane la rassicura che è semplicemente per sentirsi tranquilla. Ciononostante, Madeline dubita che averla aiutata a rintracciare Saxon Baker sia stata la scelta giusta. Renata scopre un morso sul collo di Amabella e pretende di sapere chi è il responsabile, anche se è convinta si tratti nuovamente di Ziggy, ma la bambina non dice nulla e nemmeno Connor riesce con le buone maniere a farla parlare. Renata ottiene un incontro con Jane e il preside, il quale non prende una posizione poiché non esistono prove certe della colpevolezza di Ziggy. Jane inizia tuttavia a preoccuparsi che presto tutti scoprano che Ziggy è nato da un rapporto violento, il che finirebbe inevitabilmente per generare un pregiudizio nei suoi confronti.
Spiando il profilo Facebook di Abigail, Madeline viene a conoscenza di un progetto segreto al quale sta lavorando. Sempre più convinta che il padre non la stia seguendo a dovere, Madeline ricorda a Nathan di fare molta attenzione che la figlia non caschi in brutti giri. Mentre si trova al ristorante assieme alle amiche, Madeline è chiamata da Joseph che le deve parlare in macchina. L'uomo asserisce di non poter fare a meno di lei ed è pronto a uscire allo scoperto con la moglie. All'improvviso sono centrati in pieno da un'altra vettura, guidata da un ragazzo distratto, fortunatamente senza gravi conseguenze sia per Madeline che per Joseph. L'incidente però fa sospettare Ed e Tori, la moglie di Joseph, sul perché i rispettivi coniugi si trovassero insieme al momento dell'impatto. Nonostante tutti gli sforzi, Perry non riesce a trattenere i propri scatti d'ira nei confronti di Celeste. L'ultimo motivo di discussione è l'aver obbligato il marito a sistemare i giocattoli dei gemelli. Celeste nasconde con il trucco i segni delle aggressioni, riuscendo a fingere che vada tutto bene. Quando Perry si trova fuori città, Celeste ne approfitta per incontrare la dottoressa Reisman che la invita a riflettere sulle possibili conseguenze per i gemelli qualora scoprissero di avere un padre violento. Celeste, non pronta a lasciarlo, accompagna i bambini in aeroporto a prendere Perry come una normale famiglia felice.
Distrutta psicologicamente dalle tensioni degli ultimi giorni, Jane decide di andare da sola a cercare Saxon Baker. L'uomo sospettato di essere il padre di Ziggy lavora come fotografo in uno studio professionale. Jane lo incontra e al ritorno a casa inizia a guidare in modo spericolato, facendosi fermare dalla polizia.

## Burning love
- Titolo originale: Burning Love
- Diretto da: Jean-Marc Vallée
- Scritto da: David E. Kelley

### Trama
Jane se l'è cavata con una multa. Tornata a Monterrey, confessa a Madeline di non aver fatto nulla al fotografo perché si è accorta che non era lui Saxon Baker. Jane vorrebbe riprendere le ricerche, ma Madeline le suggerisce per il suo bene e quello di Ziggy di lasciare perdere e ricominciare a vivere serenamente. Il mattino seguente a scuola Jane è nuovamente chiamata dalla maestra di Ziggy che la porta a conoscenza di una petizione, fatta circolare da Renata, in cui si chiede la sospensione del bambino. Le rassicurazioni dell'insegnante sul fatto che Ziggy non sarà sospeso non bastano a Jane che, uscita dall'aula, incrocia Renata e le assesta un pugno in un occhio.
Dopo l'ennesimo episodio di violenza domestica, la dottoressa Reisman suggerisce a Celeste di iniziare a predisporre un piano di fuga per sé e i gemelli. Celeste continua a ridimensionare la situazione, ma la terapista sottolinea come ha bisogno di raccontare a qualcuno delle violenze perché così un domani potrà avere testimoni in un'eventuale causa per la custodia dei bambini, altrimenti Perry avrebbe gioco facile a metterne in discussione l'attendibilità. Celeste inizia a cercare un nuovo appartamento dove potersi trasferire con i gemelli. Bonnie rivela a Nathan che il "progetto speciale" di Abigail è la messa all'asta della sua verginità per Amnesty International. Nathan si infuria con la ragazza, ma cerca di tenere la cosa nascosta a Madeline che altrimenti andrebbe su tutte le furie, soprattutto visto che si avvicina la famosa cena distensiva organizzata da tempo. Jane si scusa con Renata e tra le due donne sembra palesarsi un'improvvisa tregua, al punto da conversare come buone amiche fuori dalla scuola prima delle lezioni.
Arriva la sera dello spettacolo teatrale di Madeline. Perry rientra a sorpresa da un viaggio di lavoro per accompagnare Celeste, ma prima di uscire hanno una lite perché l'uomo vuole copulare a tutti i costi e Celeste lo colpisce con una racchetta da tennis. Celeste è costretta ad accompagnare Perry in ospedale, avendogli provocato un'uretrite, mentre Madeline pensa che lei e il marito se la stiano spassando a casa. Lo spettacolo è soddisfacente, ma la serata di Madeline è guastata da Tori che la prende da parte dopo lo spettacolo per dirle che ha scoperto di lei e Jonathan. La sera successiva Madeline ed Ed sono ospiti da Nathan e Bonnie. Madeline inizia a vomitare il pesce mangiato quando Nathan le racconta cosa vuole combinare Abigail. Madeline parla con la figlia, esortandola a non fare una pazzia perché ci sono errori ai quali non si può rimediare.

## Prendi ciò di cui hai bisogno
- Titolo originale: You Get What You Need
- Diretto da: Jean-Marc Vallée
- Scritto da: David E. Kelley

### Trama
Da alcuni giorni Madeline si sente osservata. Quando vede una macchina passare vicino a casa sua, pensa si tratti di un tentativo d'intimidazione da parte di Tori. Parlandone con Jonathan però apprende che sua moglie guida una macchina diversa da quella che la sta pedinando. Ziggy confessa a Jane che il bullo in classe è Max Wright ed è stato lui il primo giorno a morsicare Amabella, costringendo tutti i bambini a mantenere il silenzio. Jane ne discute con Madeline al bar, quando si avvicina al tavolo Gordon che intima Jane di stare lontana da Renata, altrimenti farà emettere un'ordinanza restrittiva nei suoi confronti. Il barista Tom, stanco dei modi arroganti di Gordon, lo caccia dal locale e successivamente invita Jane alla serata trivia, rivelando dunque che i sospetti delle ragazze sulla sua presunta omosessualità erano del tutto infondati. Perry ha superato ogni limite con Celeste, la quale informa la dottoressa Reisman di aver preparato l'appartamento in cui andrà a vivere con i gemelli. Jane capisce che la cosa giusta da fare è mettere al corrente Celeste su Max. Per la donna è un brutto colpo, poiché diventa evidente che il bambino ha appreso la violenza dal padre.
Alla serata trivia Madeline si commuove durante l'esibizione di Ed, sentendosi terribilmente in colpa per averlo tradito. Perry blocca le portiere della macchina e promette per l'ennesima volta a Celeste che cambierà, ma la moglie non è disposta a perdonarlo e scappa alla festa grazie all'intervento di Renata, la quale li aveva disturbati per informarli che si stava avvicinando il momento clou del party. Madeline si allontana in lacrime e viene seguita da Jane, alla quale confessa di aver tradito Ed. Sopraggiungono Celeste e Renata, con Celeste che racconta a Renata la verità su Max e Amabella. Le donne hanno finalmente fatto pace, quando arriva Perry che pretende di portare via Celeste. Jane ha un flash e si scopre che il famigerato Saxon Baker, l'uomo che l'ha violentata e messa incinta di Ziggy, è proprio lui. La situazione precipita e Perry viene trovato morto dagli investigatori.
Jane, Madeline, Celeste e Renata concordano di raccontare agli inquirenti che Perry ha tentato di aggredire Celeste e lei ha reagito per legittima difesa, spingendolo giù dalle scale. La detective incaricata dell'inchiesta non sembra credere a questa versione, ma non hanno prove per procedere e l'inchiesta rimane impantanata. Dopo il funerale di Perry, le ragazze si ritrovano tutte insieme in spiaggia dove giocano spensierate assieme ai loro figli, tutti uniti e felici. Si scopre che la serata del trivia a uccidere Perry gettandolo dalle scale è stata Bonnie, la quale ha seguito Madeline dopo averla vista piangere, irrompendo nel momento in cui le altre donne stavano cercando di fermare Perry. Madeline, Celeste, Jane, Renata e Bonnie hanno deciso di tenere la verità per loro, senza rivelarla a nessuno. Peccato che qualcuno le stia oservando con un binocolo.